# Discographie de Kesha
 (mai 2010).
Si vous disposez d'ouvrages ou d'articles de référence ou si vous connaissez des sites web de qualité traitant du thème abordé ici, merci de compléter l'article en donnant les références utiles à sa vérifiabilité et en les liant à la section « Notes et références ».
La discographie de la chanteuse américaine Kesha est actuellement composée de cinq albums studio, de trois EP et d'une trentaine de singles, parmi lesquels Tik Tok, We R Who We R et Timber (avec Pitbull), qui ont tous atteint la première place dans son pays d'origine.
En 2009, elle participe au single de Flo Rida, Right Round, qui devient rapidement un succès international. Elle n'est cependant pas créditée pour ce single et ne gagne donc pas un dollar grâce à celui-ci. La même année, elle collabore avec Taio Cruz sur la chanson Dirty Picture, puis en 2010 sur la chanson My First Kiss avec le groupe 3OH!3.
En janvier 2010, elle sort son premier album, Animal, qui atteint la première place des classements au Canada et aux États-Unis.

## Albums

### Albums studio
| Titre                                                                                        | Meilleure position[réf. nécessaire] | Meilleure position[réf. nécessaire] | Meilleure position[réf. nécessaire] | Meilleure position[réf. nécessaire] | Meilleure position[réf. nécessaire] | Meilleure position[réf. nécessaire] | Meilleure position[réf. nécessaire] | Meilleure position[réf. nécessaire] | Certifications                                                                                           |
| Titre                                                                                        | US                                  | FRA                                 | N-Z                                 | R-U                                 | ALL                                 | CAN                                 | AUS                                 | BEL                                 | Certifications                                                                                           |
| -------------------------------------------------------------------------------------------- | ----------------------------------- | ----------------------------------- | ----------------------------------- | ----------------------------------- | ----------------------------------- | ----------------------------------- | ----------------------------------- | ----------------------------------- | --- |
| Animal - Format : CD, téléchargement, vinyle                                                 | 1                                   | 11                                  | 6                                   | 8                                   | 7                                   | 1                                   | 4                                   | 32                                  | - États-Unis : 4x Platine - Canada : Platine - Australie : Platine - Nouvelle-Zélande : Or - France : Or |
| Warrior - Format : CD, téléchargement                                                        | 6                                   | 115                                 | 30                                  | 60                                  | 81                                  | 10                                  | 12                                  | 117                                 | - États-Unis : Platine                                                                                   |
| Rainbow - Format : CD, téléchargement, vinyle                                                | 1                                   | 62                                  | 4                                   | 4                                   | 33                                  | 1                                   | 4                                   | 17                                  | - États-Unis : Platine                                                                                   |
| High Road - Format : CD, téléchargement                                                      | 7                                   | _                                   | _                                   | 63                                  | _                                   | 20                                  | 26                                  | 163                                 | |
| Eat The Acid (anciennement "Gag Order") - Formats: CD, digital téléchargement, LP, streaming | 168                                 | --                                  | --                                  | --                                  | --                                  | --                                  | --                                  | --                                  | |

### EP
| Titre                                   | Détails de l'album                                                                             | Meilleure position[réf. non conforme] | Meilleure position[réf. non conforme] | Meilleure position[réf. non conforme] | Certifications            |
| Titre                                   | Détails de l'album                                                                             | États-Unis                            | N-Z                                   | CAN                                   | Certifications            |
| --------------------------------------- | ---------------------------------------------------------------------------------------------- | ------------------------------------- | ------------------------------------- | ------------------------------------- | ------------------------- |
| Cannibal                                | - Sortie : 19 novembre 2010 - Label : RCA Records - Format : CD, téléchargement                | 15                                    | 34                                    | 14                                    | - États-Unis : 2x Platine |
| Deconstructed                           | - Sortie : 5 février 2013 - Label : RCA, Kemosable - Format : CD, téléchargement               | ---                                   | ---                                   | ---                                   |                           |
| Gag Order (Live Acoustic EP from Space) | - Sortie : 30 juin 2023 - Label : RCA, Kemosabe - Format : téléchargement numérique, streaming | --                                    | --                                    | --                                    |                           |

### Compilation
| Titre                                                               | Détails de l'album                                  |
| ------------------------------------------------------------------- | --------------------------------------------------- |
| I Am the Dance Commander + I Command You to Dance: The Remix Album, | - Sortie : 18 mars 2011 - Label : RCA - Format : CD |

### Singles
| Année | Single                                                                | Meilleurs positions | Meilleurs positions | Meilleurs positions | Meilleurs positions | Meilleurs positions | Meilleurs positions | Meilleurs positions | Meilleurs positions | Meilleurs positions | Meilleurs positions | Meilleurs positions | Certifications | Ventes                                                     | Album                                                          |
| Année | Single                                                                | US                  | FRA                 | AUS                 | CAN                 | ALL                 | IRL                 | PB                  | NZ                  | SUE                 | RU                  | BE                  | Certifications | Ventes                                                     | Album                                                          |
| ----- | --------------------------------------------------------------------- | ------------------- | ------------------- | ------------------- | ------------------- | ------------------- | ------------------- | ------------------- | ------------------- | ------------------- | ------------------- | ------------------- | --- | ---------------------------------------------------------- | -------------------------------------------------------------- |
| 2009  | TiK ToK                                                               | 1                   | 1                   | 1                   | 1                   | 1                   | 3                   | 2                   | 1                   | 3                   | 4                   | 1                   | - ALL : Platine[réf. non conforme] - AUS : 5x Platine[réf. non conforme] - CAN : 7x Platine[réf. non conforme] - NZ : 2 × Platine[réf. non conforme] - US : 6x Platine[réf. non conforme] - BE : Or | - : 10 491 000 - États-Unis : 6 332 000 - France : 150 000 | Animal                                                         |
| 2010  | Blah Blah Blah                                                        | 7                   | 27                  | 3                   | 3                   | 11                  | 18                  | 32                  | 7                   | 38                  | 11                  | 31                  | - AUS : Platine - CAN : 2 × Platine - NZ : Or - US : 2 × Platine | - : 2 307 000 - États-Unis : 2 132 000                     | Animal                                                         |
| 2010  | Your Love Is My Drug                                                  | 4                   | 38                  | 3                   | 6                   | 19                  | 10                  | 22                  | 15                  | —                   | 13                  | 52                  | - AUS : Platine - NZ : Or - US : 3 × Platine | - : 3 381 000 - États-Unis : 3 110 000                     | Animal                                                         |
| 2010  | Take It Off                                                           | 8                   | —                   | 5                   | 8                   | —                   | 12                  | 21                  | 11                  | 53                  | 15                  | 22                  | - AUS : Or - NZ : Or - US : 2 × Platine | - : 2 571 895 - États-Unis : 2 134 000                     | Animal                                                         |
| 2010  | We R Who We R                                                         | 1                   | 22                  | 1                   | 2                   | 23                  | 10                  | 95                  | 4                   | 22                  | 1                   | 11                  | - AUS : 3 × Platine - NZ : Platine - US : 3 × Platine | - : 4 285 000 - États-Unis : 3 804 000                     | Cannibal                                                       |
| 2011  | Blow                                                                  | 7                   | —                   | 10                  | 12                  | 39                  | 28                  | —                   | 8                   | —                   | 32                  | 17                  | - AUS: Platine - N-Z: Or - US : 3 × Platine | - : 3 000 000 - États-Unis : 3 000 000                     | Cannibal                                                       |
| 2012  | Die Young                                                             | 2                   | 12                  | 3                   | 4                   | 20                  | 14                  | 56                  | 9                   | 14                  | 7                   | 19                  | - AUS: 3 × Platine - R-U: Or - ALL: Or - CAN: Platine - NZ: Platine | - : 4 220 000 - États-Unis : 2 900 000                     | Warrior                                                        |
| 2012  | C'Mon                                                                 | 27                  | 181                 | 19                  | 16                  | 79                  | 33                  | —                   | 22                  | —                   | 70                  | 54                  | - AUS: Or |                                                            | Warrior                                                        |
| 2013  | Crazy Kids (featuring Will.I.Am)                                      | 40                  | —                   | 32                  | 47                  | 56                  | 14                  | —                   | —                   | —                   | 27                  | 55                  | - AUS: Or |                                                            | Warrior                                                        |
| 2016  | True Colors (featuring Zedd)                                          | 74                  | 191                 | 76                  | 66                  | —                   | 81                  | —                   | —                   | —                   | 78                  | —                   | |                                                            | Non-album single                                               |
| 2017  | Praying                                                               | 22                  | 75                  | 6                   | 11                  |                     | 23                  |                     | 37                  | 77                  |                     | 19                  | - AUS : 3 × Platine - CAN : 3 × Platine - US : 2 × Platine |                                                            | Rainbow                                                        |
| 2017  | Woman                                                                 | 96                  |                     | 78                  | 80                  |                     |                     |                     | 3                   |                     |                     |                     | |                                                            | Rainbow                                                        |
| 2017  | Learn To Let Go                                                       | 97                  |                     |                     | 81                  |                     |                     |                     |                     |                     |                     |                     | |                                                            | Rainbow                                                        |
| 2017  | Hymn                                                                  |                     |                     |                     |                     |                     |                     |                     | 6                   |                     |                     |                     | |                                                            | Rainbow                                                        |
| 2017  | Rainbow                                                               |                     |                     |                     |                     |                     |                     |                     | 9                   |                     |                     |                     | |                                                            | Rainbow                                                        |
| 2017  | This Is Me (The Greatest Showman soundtrack)                          |                     |                     |                     |                     |                     |                     |                     |                     |                     |                     |                     | |                                                            | Non-album single                                               |
| 2018  | Here Comes The Change (From the Motion Picture 'On The Basis of Sex') |                     |                     |                     |                     |                     |                     |                     |                     |                     |                     |                     | |                                                            | Non-album single                                               |
| 2019  | Rich, White, Straight Men                                             |                     |                     |                     |                     |                     |                     |                     |                     |                     |                     |                     | |                                                            | Non-album single                                               |
| 2019  | Best Day (Angry Birds 2 Remix)                                        |                     |                     |                     |                     |                     |                     |                     |                     |                     |                     |                     | |                                                            | The Angry Birds 2 Movie 2 : Original Motion Picture Soundtrack |
| 2019  | Raising Hell (featuring Big Freedia)                                  |                     |                     |                     |                     |                     |                     |                     |                     |                     |                     |                     | |                                                            | High Road                                                      |

## Collaborations
| Année | Single                                                                                  | Meilleures positions | Meilleures positions | Meilleures positions | Meilleures positions | Meilleures positions | Album             |
| Année | Single                                                                                  | AUS                  | CAN                  | EU                   | FRA                  | RU                   | Album             |
| ----- | --------------------------------------------------------------------------------------- | -------------------- | -------------------- | -------------------- | -------------------- | -------------------- | ----------------- |
| 2009  | Right Round (Flo Rida feat. Ke$ha)                                                      | 1                    | 1                    | 1                    | 2                    | 1                    | R.O.O.T.S.        |
| 2010  | Dirty Picture (Taio Cruz feat. Ke$ha)                                                   | 16                   | 49                   | 96                   | —                    | 6                    | Rokstarr          |
| 2010  | My First Kiss (3OH!3 feat. Ke$ha)                                                       | 13                   | 7                    | 9                    | —                    | 7                    | Streets of Gold   |
| 2011  | Till The World Ends (The Femme Fatale Remix) (Britney Spears feat. Nicki Minaj & Ke$ha) | —                    | —                    | 3                    | —                    | —                    | —                 |
| 2013  | Timber (Pitbull feat. ke$ha)                                                            | 4                    | 1                    | 1                    | 8                    | 17                   | Meltdown          |
| 2017  | Good Old Days (Macklemore feat. Kesha)                                                  | 8                    | 40                   | 48                   |                      |                      | Gemini            |
| 2018  | Body Talks (The Struts feat. Kesha)                                                     | al                   |                      |                      |                      |                      | Young & Dangerous |
| 2018  | Safe (Sage ft. Kesha, Chika)                                                            |                      |                      |                      |                      |                      |                   |

## Autres chansons classées
| Année                                                                              | Titre                | Positions | Positions | Positions | Album                                                              |
| Année                                                                              | Titre                | US        | CAN       | UK        | Album                                                              |
| ---------------------------------------------------------------------------------- | -------------------- | --------- | --------- | --------- | ------------------------------------------------------------------ |
| 2010                                                                               | Kiss n Tell          | —         | 91        | 163       | Animal                                                             |
| 2010                                                                               | Dinosaur             | —         | —         | 180       | Animal                                                             |
| 2010                                                                               | Sleazy               | 51        | 46        | —         | Cannibal                                                           |
| 2010                                                                               | Cannibal             | 77        | 62        | —         | Cannibal                                                           |
| 2010                                                                               | Crazy Beautiful Life | 93        | —         | —         | Cannibal                                                           |
| 2011                                                                               | Fuck Him He's a DJ   | 97        | 75        | —         | I Am the Dance Commander + I Command You to Dance: The Remix Album |
| "—" Ce signe indique que les graphiques des classements n'ont pas été communiqués. |                      |           |           |           |                                                                    |

## Vidéoclips
| Année | Titre                                                      | Réalisateur(s)               | Artiste                         |
| ----- | ---------------------------------------------------------- | ---------------------------- | ------------------------------- |
| 2009  | Tik Tok                                                    | Syndrome                     | Kesha                           |
| 2010  | Blah Blah Blah                                             | Brendan Mallory              | Kesha featuring 3OH!3           |
| 2010  | Dirty Picture                                              | Alex Herron                  | Taio Cruz featuring Kesha       |
| 2010  | Your Love Is My Drug                                       | Honey                        | Kesha                           |
| 2010  | My First Kiss                                              | Isaac Ravishankara           | 3OH!3 featuring Kesha           |
| 2010  | Take It Off                                                | Paul Hunter et Dori Oskowitz | Kesha                           |
| 2010  | We R Who We R                                              | Hype Williams                | Kesha                           |
| 2010  | Animal                                                     | Skinny                       | Kesha                           |
| 2010  | Take It Off (K$ N' Friends Version)                        | Skinny                       | Kesha                           |
| 2010  | Stephen                                                    | Skinny                       | Kesha                           |
| 2011  | Blow                                                       | Chris Marrs Piliero          | Kesha                           |
| 2012  | Die Young                                                  | Chris Marrs Piliero          | Kesha                           |
| 2013  | C'mon                                                      | Chris Marrs Piliero          | Kesha                           |
| 2013  | Crazy Kids                                                 | Darren Craig                 | Kesha feat. Will.i.am           |
| 2017  | Praying                                                    | Ryan Lewis                   | Kesha                           |
| 2017  | Woman                                                      | Brody Brown - Drew Pearson   | Kesha feat. The Dap-Kings Horns |
| 2017  | Learn To Let Go                                            | Ricky Reed - Stuart Crichton | Kesha                           |
| 2017  | Hymn (audio)                                               | Ricky Reed - Drew Pearson    | Kesha                           |
| 2017  | Rainbow                                                    | Lagan Sebert                 | Kesha                           |
| 2018  | I Need A woman                                             | Lagan Sebert                 | Kesha                           |
| 2018  | Hymn                                                       | Isaac Ravishankara           | Kesha                           |
| 2019  | Raising Hell                                               | Luke Gilfford                | Kesha feat. Big Freedia         |
| 2019  | My Own Dance                                               | Allie Avital                 | Kesha                           |
| 2019  | Resentment (feat. Brian Wilson, Sturgill Simpson & Wrabel) | Vittorio Masecchia           | Kesha                           |
| 2020  | High Road                                                  | Magic Seed Productions       | Kesha                           |

## Comme parolière[24]
- Disgusting (Miranda Cosgrove)
- Dysfunctional (About E)
- The Time of Our Lives (Miley Cyrus)
- This Love (The Veronicas)
- Till the World Ends (Britney Spears)
- Till the World Ends (The Femme Fatale Remix) (Britney Spears feat. Nicki Minaj & Ke$ha)
- Windows Down (Big Time Rush)
- Pink Champagne (Ariana Grande)
- Like Lightning (feat. Dawin) (Havana Brown)
- I Got That Boom Boom (Iggy Azalea) (2017)